# André Commard de Puylorson
André Commard de Puylorson, né à Noirmoutier-en-l'Île le 23 octobre 1710, mort à Guérande le 7 avril 1769, est un historien et ecclésiastique français, ayant basé ses études sur l'île de Noirmoutier.

## Biographie
Fils d'André Commard de Puylorson (c. 1669-1719) et de Marie Françoise Maublanc (1687-?), il est aussi le petit-fils d'Urbain Commard, riche marchand de l'île ayant fait construire, en 1683, en l'actuelle commune de L'Épine, une chapelle afin de faire du village une paroisse indépendante. Aussi, et plus généralement, les Commard seraient issus d'une vieille famille de la noblesse des Côtes-d'Armor, ayant résidé dans l'ancien manoir de Launay-Commart, à Ploubalay. Le complément du nom de Puylorson, quant à lui, fait référence à un nom de domaine de l'Est de L'Épine, comprenant des marais salants,.
André Commard de Puylorson vit donc son enfance dans l'une des familles les plus influentes de l'île et c'est aux environs de ses quatorze ans qu'il entama le premier contact avec les ordres catholiques. En effet, entre 1722 et 1725, il est approché par le futur cardinal Federico Marcello Lante Montefeltro della Rovere. Cette relation entre les deux hommes durera au moins jusqu'en 1742, date à laquelle André Commard de Puylorson prédit la nomination en tant que cardinal de Federico Lante della Rovere, cette dernière se déroulant effectivement l'année suivante.
Selon l'historien spécialiste de Noirmoutier Claude Bouhier, l'entrée dans les ordres d'André Commard de Puylorson aurait été favorisée par l'intervention de Federico Lante della Rovere, prieur de l'abbaye Saint-Philibert.
C'est donc à ses 26 ans, alors qu'il est déjà maître ès Arts et diacre de Luçon, qu'André Commard de Puylorson est nommé docteur en théologie par la faculté de théologie de Nantes, avec sa thèse Quæ est Dei sapientia in mysterio ? (Quelle est la sagesse de Dieu dans les mystères ?). Séjournant à Noirmoutier quelque temps après l'obtention de ce diplôme, il s'immisce alors dans les affaires judiciaires locales en critiquant, notamment, le trafic de tabac qui s'est répandu par les arrivées de navires et qui fait rage sur l'île. C'est par la rédaction d'un libelle daté de 1740 qu'André Commard de Puylorson nous livre un de ses premiers témoignages servant à raconter l'histoire de Noirmoutier, par le biais de quelques exemples d'affaires rapportées mêlant tentatives de corruption et usages d'influences,.
Par la suite, il part à Troyes pour rejoindre la collégiale de Saint-Urbain mais n'y restera qu'un peu moins d'une dizaine d'années, car rapidement nommé par le roi Louis XV à la collégiale Saint-Aubin de Guérande, le 14 octobre 1746,.

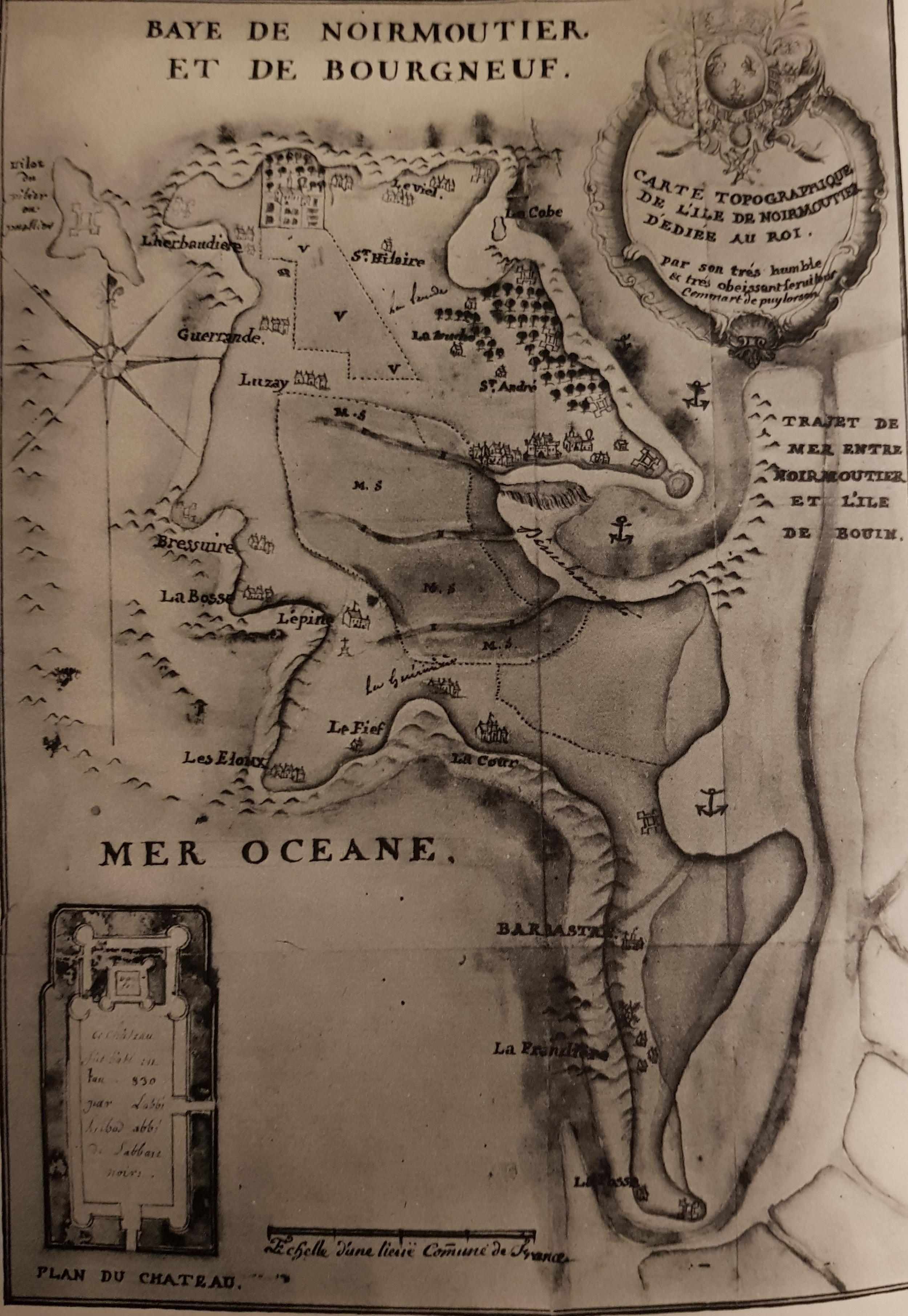
Carte de l'île de Noirmoutier tirée de l'exemplaire de 1767

Alors que la guerre de Sept Ans éclate en 1756, André Commard de Puylorson s'engage dans la milice de Fontenay-le-Comte pour aller livrer bataille en Bretagne. C'est probablement à la suite de sa participation, le 11 septembre 1756, à la bataille de Saint-Cast, éclatante victoire française, qu'il se fait remettre une médaille de bronze de la part de Louis XV.
C'est enfin à partir de 1761, et jusqu'en 1768, qu'André Commard de Puylorson s'affirme comme le « premier historien de Noirmoutier », selon les mots d'Ambroise Viaud-Grand-Marais. En effet, le noirmoutrin rédige une première version de son Histoire de Noirmoutier, en 1761. L'historien s'appuie alors sur ses nombreuses années passées à sillonner l'île en compagnie d'un « homme de lettres », en essayant les bains de mer, en se baladant sur les chemins traversés « par des lapins, des lièvres et des perdrix qui concourent à procurer du plaisir que ne réunissent pas ensemble les belles campagnes qu’on appelle dans le voisinage de Paris les plaisirs du Roy…, »
Il commence par rédiger son ouvrage en insérant, au début, une épître de quatorze pages dédiée à Louis V Joseph de Bourbon-Condé dont il semble admirer les aptitudes militaires qu'il a déployé lors de la guerre de Sept ans précédemment citée. Une autre épître entame l'ouvrage, cette fois-ci dédiée à son vieil ami et cardinal Federico Marcello Lante Montefeltro della Rovere. Une deuxième version de ce même livre est rédigée en 1767 et, cette fois, l'épître dédiée au cardinal a disparu et celle à l'adresse du prince de Condé est remplacée par une dédiée au roi Louis XV. Dans cette dernière, André Commard de Puylorson se réjouit de la domination directe du roi de France sur Noirmoutier, tout en faisant allusion aux privilèges royaux qu'il faudrait maintenir sur l'île. Enfin, un dernier exemplaire est rédigé entre 1767 et 1768, moins complet par rapport au précédent, semble avoir été offert soit à Louis XV, soit à un membre important de la région en lien avec l'administration royale,.

Concernant le contenu historique de ces ouvrages, André Commard de Puylorson dédie une partie de son développement à la géographie et à l'anthropisation. Il énonce ainsi que le bois de la Chaise est né à partir d'un ancien volcan et que les sauniers ont développé un « savoir comme infusé de plusieurs parties des mathématiques,. » Mais ses études permettent aussi de révéler la vision d'un noirmoutrin sur ses compatriotes ; il s'exprime ainsi : 

« Les naturels de l'isle de Noirmoutier sont doux,
patiens, laborieux, intelligens, spirituels quoique simples, bienfaisans et d'une probité exacte. On pourroit dire qu' ils sont naturellement vertueux et dévôts. Les vices contraires à toutes ces bonnes qualités ne se trouvent chez eux que rarement et lorsque la contagion des mauvaises mœurs s' est communiqué dans les alliances des anciennes familles avec des étrangers vicieux… »

André Commard de Puylorson s'attache aussi à donner une origine à la toponymie de Noirmoutier qu'il qualifie de « petit Éden », notamment en expliquant qu'au temps de Saint Philibert, ses disciples, bénédictins, et donc habillés de noir, fondèrent une abbaye sur l'île, la nommant d'après elle : Nigrum Monasterium. Celle-ci aurait ensuite été remplacée par l'abbaye « de la Blanche », en référence aux habits blancs des bernardins, et l'île aurait ainsi vu son nom originel contracté en Noirmoutier. Cette théorie est depuis largement remise en cause par la présence du nom « Hermoustier » dans les documents plus anciens,.

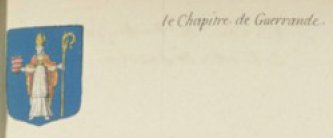
Blason du Chapitre de la Collégiale

Le chanoine décède pourtant loin de son île, le 7 avril 1769, dans la collégiale de Guérande où il officiait, à l'âge de 58 ans. Il fut inhumé dans cette même paroisse.

## Œuvres
- Quæ est Dei sapientia in mysterio ?, thèse de théologie délivrée à Nantes, en 1737.
- Libelle, rédigé à Noirmoutier, en 1740, conservé au château de Chantilly[14].
- Dissertation historique et topographique de l'île de Noirmoutier, située sur les confins du Poitou et de la Bretagne à l'embouchure de la Loire, abrégé en Histoire de Noirmoutier, rédigé entre 1761 et 1768, à Noirmoutier[10].